# HD 50445
HD 50445，又名CD-36 3189，SAO 197291、HR 2558，是一颗恒星，视星等为5.96，位于銀經246.06，銀緯-15.58，其B1900.0坐标为赤經6h 48m 10.8s，赤緯-36° -15.58′ 29″。